# Condado de Cross
El condado de Cross (en inglés: Cross County) es un condado del estado estadounidense de Arkansas. En el censo de 2000 tenía una población de 19 526 habitantes. La sede de condado es Wynne. El condado de Cross fue el 53° de los 75 condados actuales de Arkansas en ser creado, siendo fundado el 15 de noviembre de 1862. Fue nombrado en honor a David C. Cross, un coronel de los Estados Confederados de América.

## Geografía
Según la Oficina del Censo, el condado tiene un área total de 1612 km² (622 sq mi), de la cual 1595 km² (616 sq mi) es tierra y 17 km² (6 sq mi) (1,04%) es agua.

### Condados adyacentes
- Condado de Poinsett (norte)
- Condado de Crittenden (este)
- Condado de St. Francis (sur)
- Condado de Woodruff (oeste)
- Condado de Jackson (noroeste)

## Autopistas importantes
- U.S. Route 49
- U.S. Route 64
- Ruta Estatal de Arkansas 1
- Ruta Estatal de Arkansas 42
- Ruta Estatal de Arkansas 75

## Demografía
En el  censo de 2000, hubo 19 526 personas, 7391 hogares, y 5447 familias residiendo en el condado. La densidad poblacional era de 32 personas por milla cuadrada (12/km²). En el 2000 había 8030 unidades unifamiliares en una densidad de 13 por milla cuadrada (5/km²). La demografía del condado era de 74,80% blancos, 23,70% afroamericanos, 0,23% amerindios, 0,31% asiáticos, 0,01% isleños del Pacífico, 0,21% de otras razas y 0,74% de dos o más razas. 0,93% de la población era de origen hispano o latino de cualquier raza. 
La renta promedio para un hogar del condado era de $29 362, y el ingreso promedio para una familia era de $34 044. En 2000 los hombres tenían un ingreso per cápita de $27 880 versus $20 133 para las mujeres. La renta per cápita para el condado era de $15 726 y el 19,90% de la población estaba bajo el umbral de pobreza nacional.

## Ciudades y pueblos
- Cherry Valley
- Hickory Ridge
- Parkin
- Twist
- Wynne